# Marco Rose
Marco Rose (Leipzig, 11 september 1976) is een Duits voetbaltrainer en voormalig voetballer. In september 2022 werd hij trainer bij RB Leipzig.

## Spelerscarrière
Rose speelde in de jeugd van Rotation Leipzig, Lokomotive Leipzig en VfB Leipzig. Bij de laatste club maakte Rose zijn debuut in het betaald voetbal. Na vijf seizoenen bij de club uit zijn geboortestad Leipzig, vertrok hij naar Hannover 96, waarmee hij in 2002 naar de Bundesliga promoveerde. Echter werd Rose ook gelijk weer uitgeleend aan Mainz 05, dat uitkwam in de 2. Bundesliga. Een jaar later werd hij opnieuw uitgeleend aan Mainz. In 2004 werd hij definitief vastgelegd door de club waarvoor hij dus al twee seizoenen speelde en mee naar de hoogste klasse promoveerde. Rose speelde in totaal 150 wedstrijden voor Mainz, waarin hij als verdediger zes keer doel trof. Rose beëindigde zijn profcarrière in 2010, waarna hij nog twee jaar speler/trainer in het tweede team van Mainz was.

## Trainerscarrière

### Red Bull Salzburg

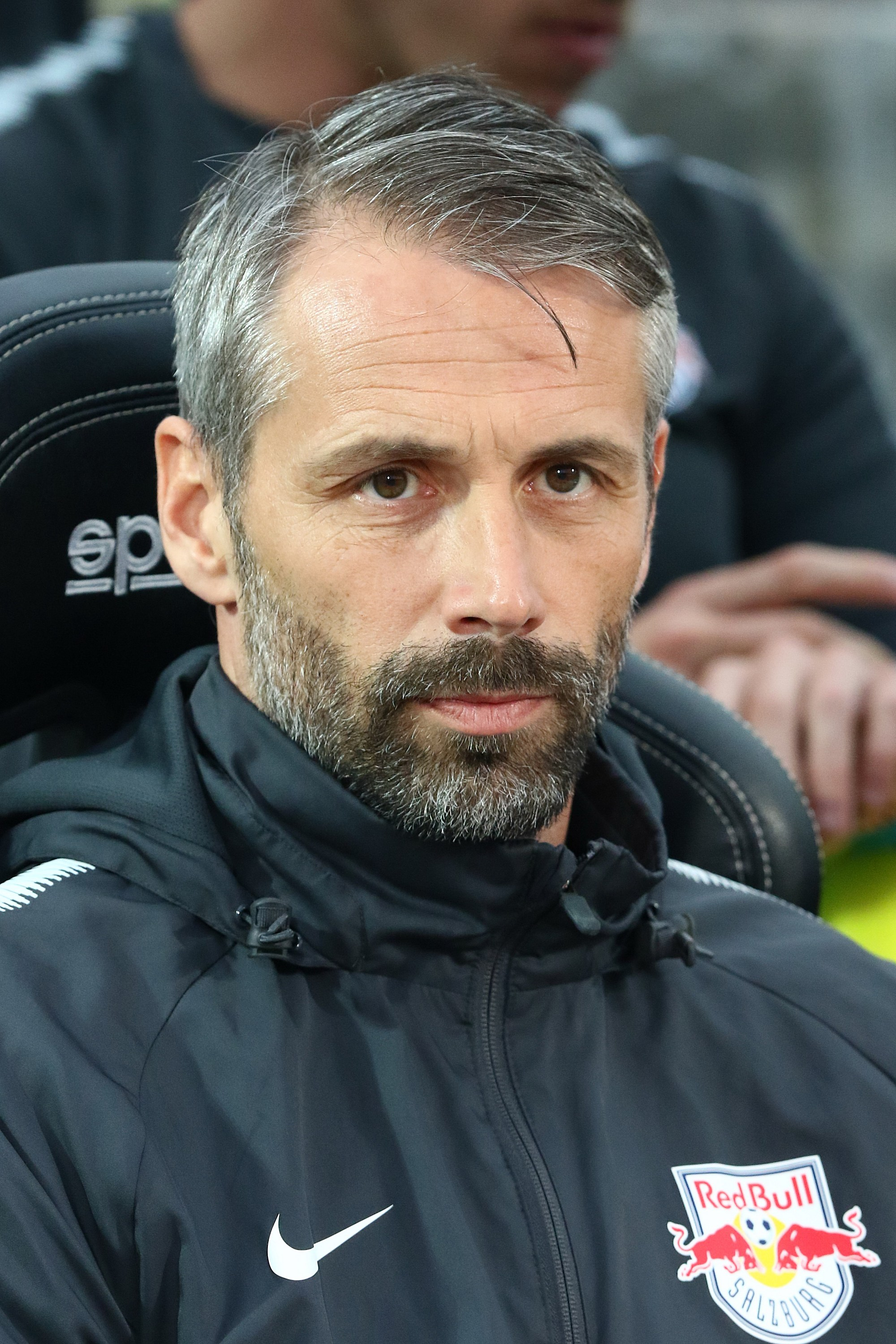
Rose als coach van Red Bull Salzburg in 2018

Rose werd na zijn profcarrière speler/trainer van het tweede elftal van Mainz 05. In 2012 keerde hij echter weer terug naar zijn geboortestad om Lokomotive Leipzig te trainen, de club waarvoor hij eerder al jeugdspeler was. In zijn tweede seizoen als trainer van Lokomotive stapte hij voortijdig op, om vervolgens aan de slag te gaan voor het Oostenrijkse Red Bull Salzburg als jeugdtrainer. Hij had tussen juli 2013 en juli 2015 Salzburg onder 16 onder zijn hoede. Vanaf juli 2015 trainde Rose Salzburg onder 18, waarmee hij landskampioen werd. In april 2017 won Rose als trainer van Salzburg onder 19 de UEFA Youth League door de finale van SL Benfica te winnen.
In juni 2017 werd Rose hoofdtrainer van Red Bull Salzburg, waar hij Óscar García opvolgde. Hij bereikte met de ploeg in 2018 de halve finale van de UEFA Europa League.

### Borussia Mönchengladbach
In mei 2019 werd hij aangesteld als hoofdtrainer van Borussia Mönchengladbach. In zijn eerste volledige seizoen bereikte hij met Borussia Mönchengladbach de vierde plaats en daarmee kwalificatie voor de UEFA Champions League 2020/21. In de groepsfase werd het team gekoppeld aan Sjachtar Donetsk, Real Madrid en Internazionale. De ploeg kwam de groepsfase door, waarna in de achtste finale verloren werd van de uiteindelijke finalist Manchester City. In het seizoen 2020/21 werd Gladbach onder leiding van Rose achtste in de Bundesliga en viel zo buiten Europees voetbal.

### Borussia Dortmund
Op 15 februari 2021 werd bekend dat Borussia Mönchengladbach Rose aan het eind van het seizoen zou kwijtraken aan Borussia Dortmund. Dortmund betaalde vijf miljoen euro voor het afkopen van zijn contract. Op 1 juli 2021 ging zijn contract bij Borussia Dortmund in. Op 20 mei 2022 werd bekendgemaakt dat club de samenwerking per direct had beëindigd.

## Erelijst
Als speler
 Hannover 96
- 2. Bundesliga: 2001/02

Als trainer
 Red Bull Salzburg onder 19
- UEFA Youth League: 2016/17

 Red Bull Salzburg
- Bundesliga: 2017/18, 2018/19
- ÖFB-Cup: 2018/19

1 Gulácsi ·
3 Geertruida ·
4 Orbán  ·
5 Bitshiabu ·
6 Elmas ·
7 Nusa ·
8 Haidara ·
9 Poulsen ·
10 Simons ·
11 Openda ·
13 Seiwald ·
14 Baumgartner ·
16 Klostermann ·
18 Vermeeren ·
19 Silva ·
20 Ouédraogo ·
22 Raum ·
23 Lukeba ·
24 Schlager ·
25 Zingerle ·
26 Vandevoordt ·
30 Šeško ·
31 Sakar ·
39 Henrichs ·
44 Kampl ·
47 Gebel ·
Coach: Rose
· Assistent-coach: Geideck
· Assistent-coach: Zickler